# Oculus Rift
Oculus Rift es una línea descontinuada de visores de realidad virtual desarrollados y fabricados por Oculus VR, una división de Meta Platforms.
La versión para el consumidor se lanzó al mercado entre los meses de marzo y abril de 2016 con un precio de 599$ en EE. UU. y con un precio de 699€ en Europa.

## Historia
El fundador de Oculus, Palmer Luckey, fue ganando reputación por tener la mayor colección personal de head-mounted display en el mundo. Desde hace muchos años ha estado ejerciendo de moderador en Meant to be Seen 3D (MTBS3D), unos foros de debate sobre 3D.
Palmer desarrolló la idea de crear un nuevo head-mounted display que fuera más efectivo que los que están actualmente en el mercado, además de más económicos para los gamers.
Casualmente, John Carmack estuvo haciendo su propia investigación al mismo tiempo que Palmer llevaba a cabo su desarrollo. Más tarde,  Carmack crearía una versión de muestra que favorecería el prototipo de Luckey. Paralelamente, justo antes de la Electronic Entertainment Expo del 2012, Id Software anunció que su futura actualización de Doom 3, que sería conocida como BFG Edition, sería compatible con las unidades de head-mounted display. Durante la convención, Carmack presentó un head-mounted display sujeto con cinta adhesiva basada en el prototipo del Oculus Rift de Palmer, el cual funcionaba con el software de Carmack. Este tenía una alta velocidad IMU y una pantalla LCD de 5.6 pulgadas ( 14cm ) visible a través de unas lentes duales que estaban posicionadas encima de los ojos. De esta forma, proveía una visión horizontal de 90 grados y una vertical de 110 grados en una perspectiva 3D estereoscópica.
El 25 de marzo de 2014, Facebook anunció que había acordado comprar Oculus VR por 400 millones de dólares en efectivo, 1600 millones en valores de Facebook y unos 300 millones adicionales a Oculus VR. 

### Directiva
Palmer Luckey, el fundador del proyecto, es un diseñador de Head-mounted display en el Institute for Creative Technologies de la Universidad del Sur de California. El CEO de Oculus desde sus inicios ha sido Brendan Iribe. Andrew Scott Reisse fue jefe de ingenieros, hasta su fallecimiento en mayo de 2013. John Carmack pasa a ser el Director de tecnología de Oculus en noviembre de 2013, después de dejar la empresa id Software.

## Versiones
Rift pasó por varios modelos de preproducción desde la campaña de Kickstarter antes de llegar a la versión para el consumidor final, fueron alrededor de cinco  modelos de prototipos de los cuales dos de estos modelos se enviaron a patrocinadores, nombrados comokits de desarrollo;  el DK1 a mediados de 2013 y el DK2 a mediados de 2014, destinados a proporcionar a los desarrolladores una plataforma para crar contenido a tiempo para el lanzamiento de Rift.  Sin embargo, ambos también fueron comprados por muchos entusiastas que deseaban obtener una vista previa de la tecnología.  El Rift vio su lanzamiento comercial en marzo de 2016 con el Rift CV1 , que se suspendió en marzo de 2019 con el lanzamiento de su sucesor, el Oculus Rift S

### Development Kit 1
El Development Kit , también llamado DK1, fue enviado a aquellos que respaldaron el proyecto de Kickstarter con 300 dólares o más, y a aquellos que lo compraron por el mismo precio una vez fundado el proyecto. Fue retirado del mercado en marzo de 2014, días antes de la presentación del segundo kit de desarrollo o DK2.
El primer prototipo del dispositivo utilizaba una pantalla de 5,6 pulgadas, pero después del éxito en Kickstarter, Oculus decidió que, como el panel de 5,6 no estaba disponible en suficientes cantidades, cambiaría su diseño para utilizar una nueva pantalla de 7 pulgadas, lo que hizo que el DK1 fuera algo más voluminoso que los primeros prototipos.
El tiempo de refresco de píxeles de este nuevo panel es mucho más rápido, lo que reduce la latencia y el desenfoque de movimiento al girar la cabeza de una forma rápida. La pantalla LCD es más brillante y la profundidad de color es 24 bits por píxel. La pantalla de 7 pulgadas también hace que el 3D estereoscópico ya no tenga superposición de 100%, el ojo izquierdo ve área adicional a la izquierda y el ojo derecho ve área adicional a la derecha. Esto imita la visión humana normal.
El campo de visión es de más de 90 grados horizontales (110 grados en diagonal), que es más del doble del campo de visión de la mayoría de los dispositivos de la competencia, y es la fuerza principal del dispositivo. Está destinado a cubrir casi todo el campo visual de la vista del usuario, para crear un fuerte sentido de la inmersión. La resolución es de 1280 × 800 (Con relación de aspecto 16:10), que conduce a un efectivo de 640 × 800 por ojo (Con relación de aspecto 4:5). Sin embargo, el DK1 no cuenta con un 100% de coincidencia entre los ojos, la resolución horizontal combinado es efectivamente superior a 640. La imagen para cada ojo se muestra en el panel como una imagen tipo cojín que se corrige a continuación, por las lentes en el visor para la generación de una imagen esférica-asignada para cada ojo.
Los prototipos iniciales utilizaron un rastreador de movimiento de cabeza Hillcrest 3DOF que normalmente es de 120 Hz, con un firmware especial que John Carmack pidió, que lo hace funcionar a 250 Hz, la velocidad de latencia es importante debido a la dependencia del realismo de la realidad virtual en el tiempo de respuesta. La última versión incluye el nuevo Rastreador Reality funcionando a 1000 Hz de Oculus que permitirá el seguimiento de latencia mucho más baja que casi cualquier otro rastreador. Utiliza una combinación de giroscopios de 3 ejes, acelerómetros y magnetómetros, que lo hacen capaz de rastrear el movimiento y posición en relación con la tierra.
El peso del visor es de aproximadamente 379 g (un aumento de alrededor de 90 gramos, debido al aumento de tamaño de la pantalla) y no incluye auriculares. El visor dispone de un dial de cada lado, el cual se puede activar con un destornillador, que permite ajustar cada pantalla se mueva más cerca o más lejos de los ojos. El kit de desarrollo también incluye lentes intercambiables que permitan la sencilla corrección de distrofias. El ajuste de la distancia entre cada ojo se hace por software, aunque dada su gran ángulo de salida, esto no debería ser un problema grave con el Rift.
La versión DK1 tiene entradas DVI y HDMI en la caja de control, e incluye un cable DVI, dos cables HDMI y un adaptador de DVI a HDMI. La interfaz USB se utiliza para enviar datos de seguimiento a la máquina servidor y encender el dispositivo, lo que podría evitar la necesidad de una fuente de alimentación externa. Sin embargo, ya que sus requerimientos de energía superan ligeramente la clasificación de USB, vendrá con un adaptador de corriente que opcionalmente se puede utilizar para conectar la caja de control a una toma de corriente para los equipos que no proporcionan suficiente potencia USB.

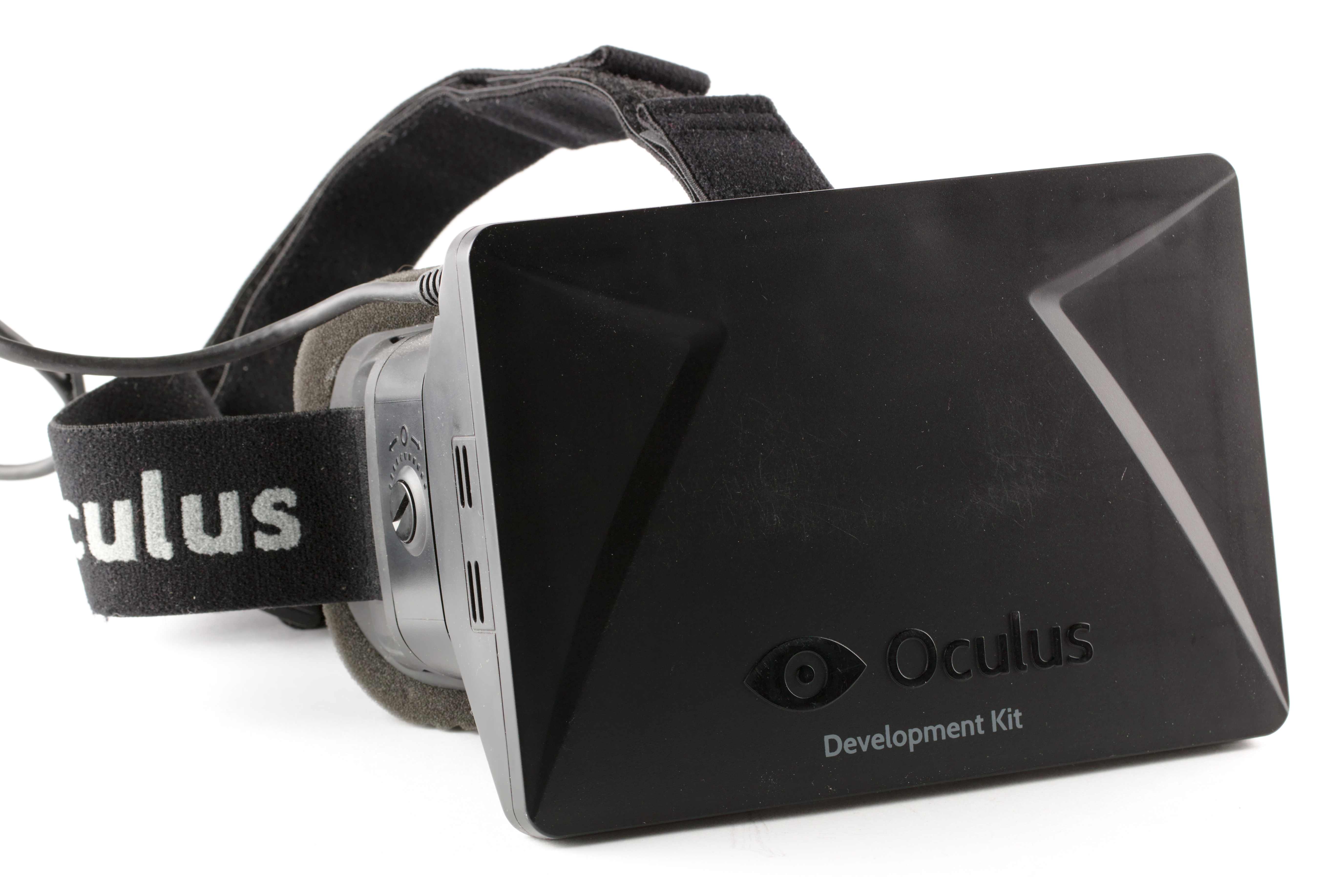
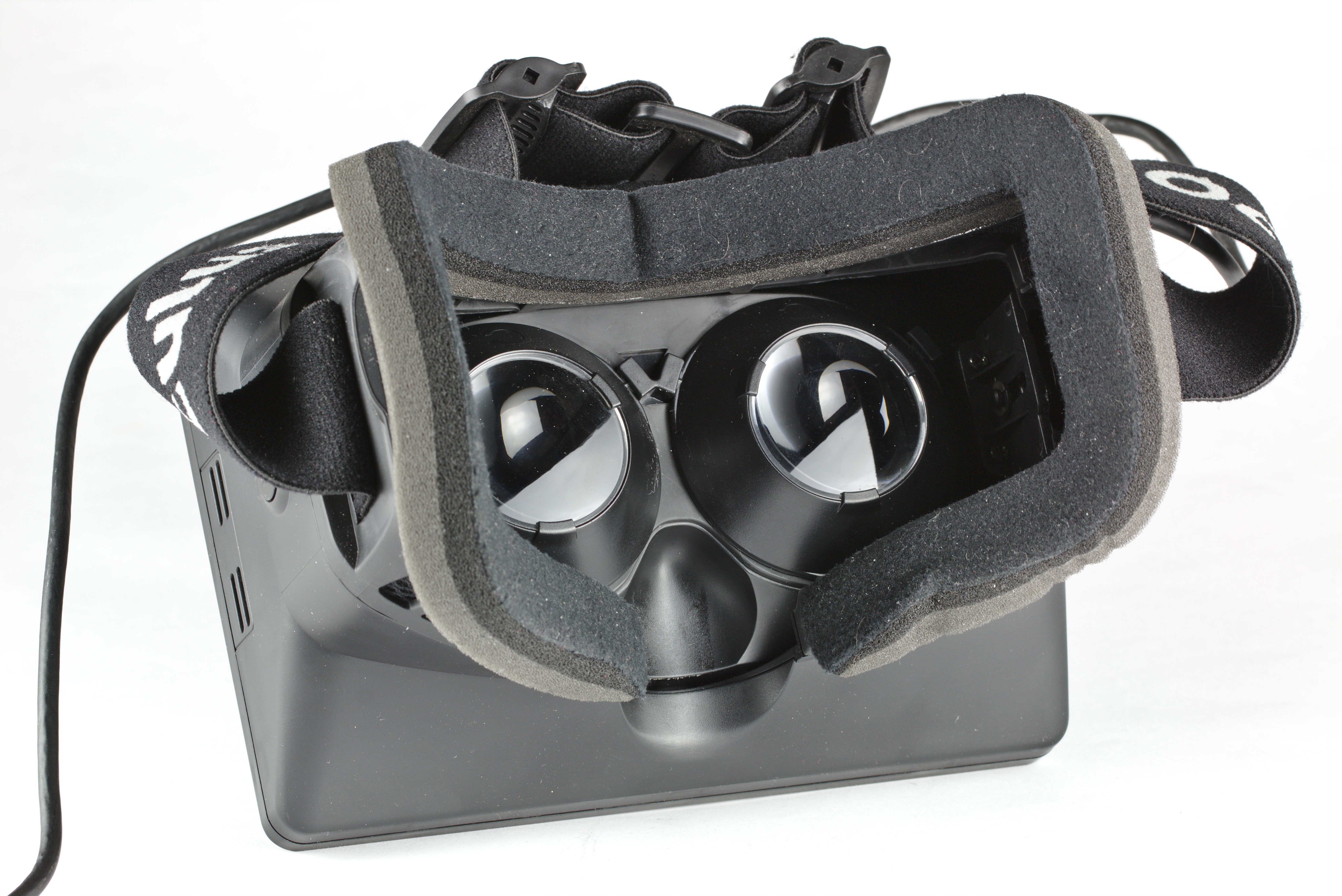
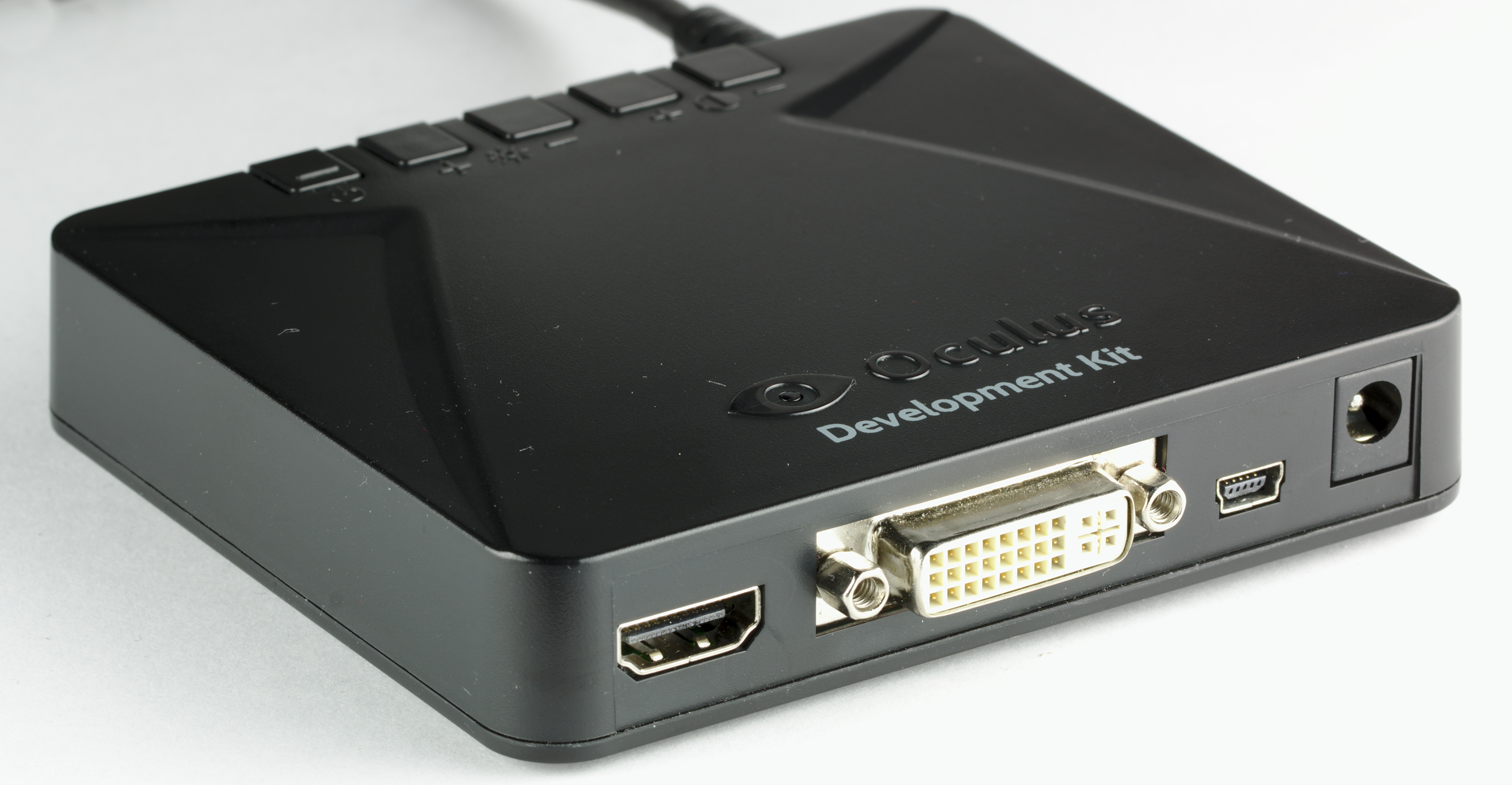
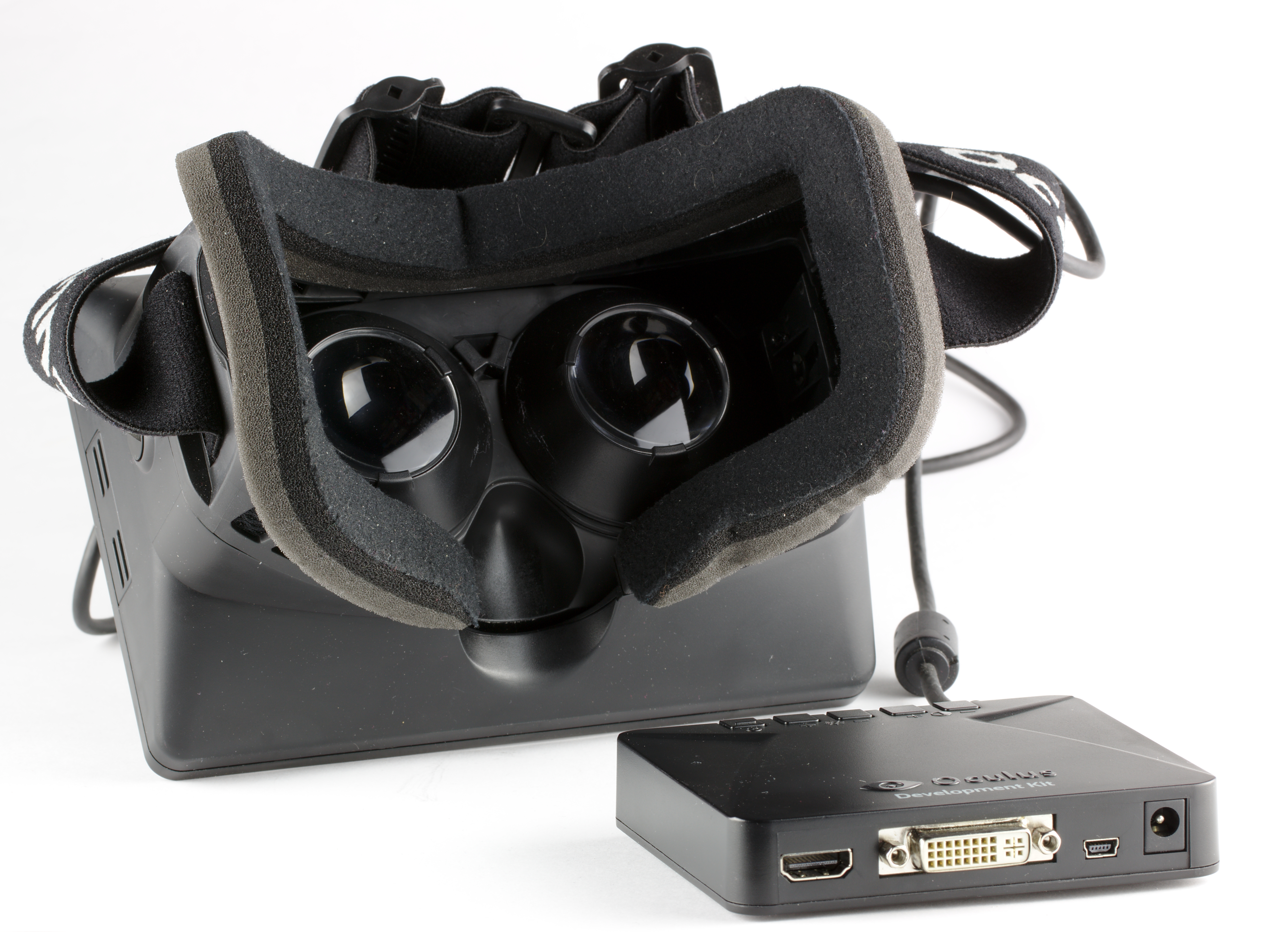

### Prototipos HD y Crystal Cove
En junio de 2013, se mostró un prototipo del Rift que usaba un panel LCD de 1080p en la  Electronic Entertainment Expo.  Este aumento sería del doble de píxeles que DK1 y redujo significativamente elefecto screen door logrando que los objetos en el mundo virtual fueran más claros, especialmente a distancia. La mala resolución había sido la principal crítica del DK1.
Este prototipo HD es el único prototipo del Rift mostrado al público que no se convirtió en un kit de desarrollo disponible públicamente.
En enero de 2014, se presentó un prototipo actualizado con el nombre en código "Crystal Cove" en Consumer Electronics Show, que utilizaba una pantalla OLED especial de baja persistencia de visión, así como un nuevo sistema de seguimiento de movimiento que utilizaba una cámara externa para localizar puntos infrarrojos ubicados en el auriculares.  El nuevo sistema de seguimiento de movimiento permitiría que el sistema detectara acciones como inclinarse o agacharse, lo que supuestamente ayudaba a aliviar los mareos experimentados por los usuarios cuando el software no respondía a estas acciones.

### Development Kit 2

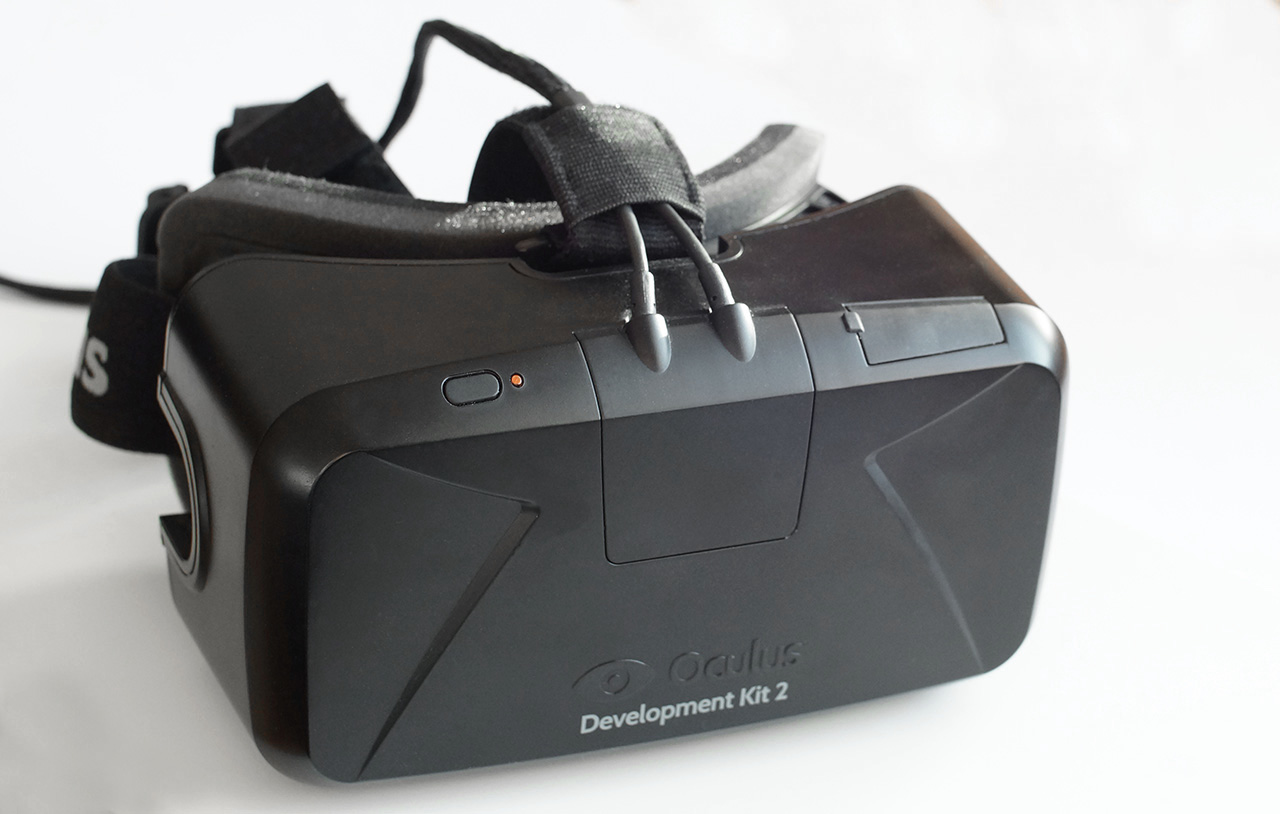
El Development Kit 2

Oculus comenzó a comercializar el kit de desarrollo 2 (DK2) en julio de 2014.Este es un pequeño refinamiento del prototipo "Crystal Cove", que presenta varias mejoras clave con respecto al primer kit de desarrollo, como tener una resolución más alta (960 × 1080 por ojo)  pantalla OLED de baja persistencia, mayor frecuencia de actualización, seguimiento posicional, un cable desmontable y la omisión de la necesidad de la caja de control externa.
Un desmontaje de DK2 reveló que incorpora una pantalla de teléfono inteligenteSamsung Galaxy Note 3modificada, incluido el panel frontal del propio dispositivo.
En febrero de 2015, Oculus anunció que se habían enviado más de 100000 unidades DK2 hasta ese momento.

### Prototipo Crescent Bay
En septiembre de 2014, Oculus volvió a presentar una versión actualizada de Rift, cuyo nombre en código era Crescent Bay.  Esta versión tiene una resolución mayor que la DK2, un peso menor, audio incorporado y seguimiento de 360 grados gracias a la presencia de Led de seguimiento en la parte posterior del auricular. Oculus también ha licenciado la biblioteca de software RealSpace3D, durante un panel enSXSW 2015, titulado "Explore el futuro de la realidad virtual", se anunció públicamente por primera vez que el prototipo usa dos pantallas en lugar de una, como se pensaba anteriormente.

### Versión del consumidor

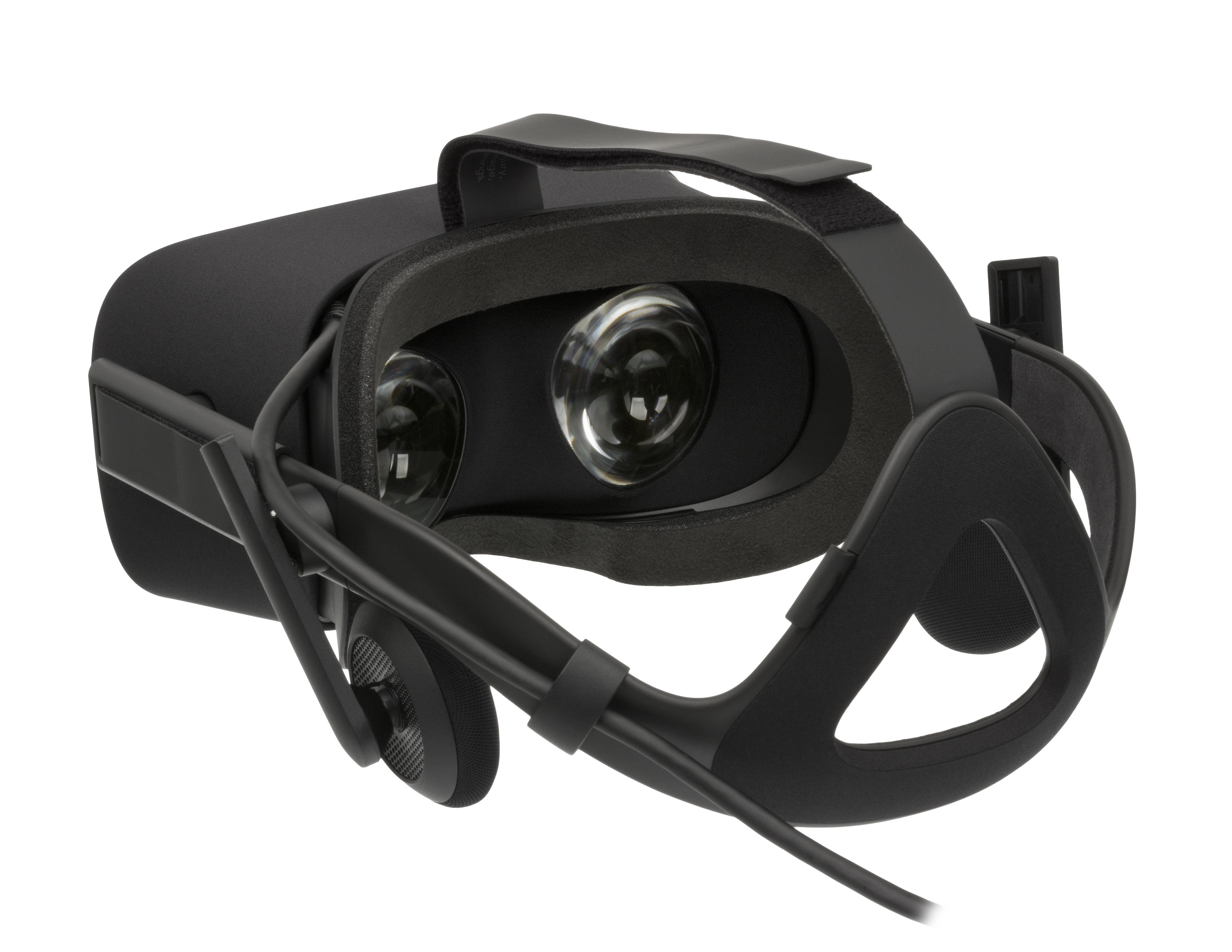
Oculus Rift, también llamado "Consumer Version 1" o "CV1."

Oculus anuncio El 6 de mayo de 2015 que la versión final para consumidor de Rift sería enviada en el primer cuarto de 2016, posteriormente el 25 de marzo de 2016, fueron enviados los primeros visores para consumidores.
La versión para el consumidor fue una versión mejorada del prototipo Crescent Bay, con una pantalla por ojo con una resolución de 1080 × 1200, funcionando a 90Hz, seguimiento posicional de 360 grados, audio integrado, un volumen de seguimiento posicional mucho mayor y enfocado fuertemente en la ergonomía y la estética.
Después de 3 años , en marzo de 2019, durante el anuncio del Rift S, se dijo que el Rift S reemplazaría al Rift original.  Sin embargo, Oculus VR declaró que planeaban incluir el CV1 dentro actualizaciones de software para "el futuro previsible".

### Rift S
El 21 de mayo de 2019, Oculus comenzó a comerciar con un nuevo visor VR conocido como Rift S. El Rift S tiene una pantalla LCD de 1280 × 1440 a 80Hz y un campo de visión ligeramente más grande que el del CV1, pero carece de ajuste mecánico de IPD (cuenta con ajuste IPD solo software). El Rift S rastrea la posición de sí mismo y de sus controladores en el espacio 3D mediante un sistema conocido como Oculus Insight, que usa las 5 cámaras en el HMD para rastrear puntos en el entorno y LED infrarrojos en los controladores, información de acelerómetros tanto en el HMD  y controladores, yvisión por computadorapara predecir qué camino es más probable que tomen el HMD y los controladores. El Rift S usa un puerto DisplayPort 1.2 y un puerto USB 3.0, a diferencia del puerto HDMI y USB 3.0 que se usa en el Rift CV1.  El Rift S apuntó al mismo precio (399 USD) y requisitos de hardware que el Rift CV1, y desde entonces ha reemplazado al Rift CV1.
Durante septiembre de 2020, se anunció que Rift S se suspendería en 2021 para que Oculus se centrara enMeta Quest 2.En 2021, Rift S se suspendió oficialmente y ya no está disponible en el sitio web de Oculus, lo que puso fin a la  línea de visores Rift de la compañía.

## Software

imágenes por segundo (95 Hz) y latencia (3 ms).

Los juegos y sus plataformas deben ser diseñados específicamente para funcionar correctamente con Oculus Rift. Para ello, Oculus ha creado un kit de desarrollo de software ( SDK ) para ayudar a los desarrolladores con la integración de Oculus Rift en sus juegos. Este incluye código, ejemplos y documentación. La integración de Oculus Rift en los juegos empezará con los PC y teléfonos inteligentes, seguido más adelante por las consolas. Desde su inicio, muchos desarrolladores han estado trabajando en su integración.
Algunos títulos pueden ser jugables gracias al código abierto: Vireio Perception VR Drivers.
Team Fortress 2 fue el primer videojuego donde se añadió soporte para el Oculus Rift, y actualmente está disponible para jugar con el kit de desarrollo de Oculus Rift mediante el uso de una opción en la línea de comandos. El segundo título para apoyar el Oculus Rift fue la versión solo para Oculus del Museum of the Microstar, lanzado en abril de 2013. Half-Life 2 fue el tercero, y Hawken el cuarto. Oculus utilizó este último en la demo del Rift en la GDC.
 Otros juegos que cuentan con soporte total o parcial para esta plataforma son: Left 4 Dead, Skyrim, Portal 2, Half Life 2, y Bioshock.
 Cabe señalar que muchos de los juegos actuales no se traducen bien a VR debido al uso de características tales como HUD, escenas cinemáticas, menús, secciones en tercera persona, velocidades de movimiento rápido, no ser capaz de ver el propio cuerpo, etc.

El primer videojuego español nativo para Oculus Rift fue Atfens VR creado desde 0 para esta plataforma de la mano de un equipo de desarrollo español.

## Proyectos relacionados
Mientras trabajaba como diseñador en la Universidad de Southern California Institute de Tecnologías Creativas,Palmer Luckey trabajó en el proyecto FOV2GO: un kit de bajo coste que consiste en una carcasa simple y una óptica para permitir que alguien añadiese un chip HMD usando un teléfono móvil como la pantalla del dispositivo.  El proyecto FOV2GO está ahora disponible en formato plantilla que permite que cualquiera pueda construir la unidad para sí mismo.
Un equipo de la Universidad del Sur de California en julio de 2014 anuncio estar trabajando en la creación de una experiencia de realidad virtual denominada "Proyecto Holodeck ", que utiliza los controladores de movimiento Razer Hydra, PS Move, y el Oculus Rift para dar al usuario la impresión de estar dentro de un mundo virtual.
En la Game Developers Conference DE 2014, Sony anunció Project Morpheus, que utilizaba prototipos para su demostración. El 1 de marzo de 2015, HTC Corporation y Valve Corporation anunciaron que están trabajando en conjunto en un visor nombrado el HTC Vive.